# Platyrhacus monticola
Platyrhacus monticola är en mångfotingart som beskrevs av Pocock 1894. Platyrhacus monticola ingår i släktet Platyrhacus och familjen Platyrhacidae. Inga underarter finns listade i Catalogue of Life.